# Aborcyjny Dream Team
Aborcyjny Dream Team (anglicky také Abortion Dream Team, zkr. ADT) je neformální iniciativa zabývající se právem na potrat a bojující proti stigmatizaci interrupcí v Polsku. Byla založena v říjnu 2016 a sídlí v polském hlavním městě Varšavě. Její dobrovolnice zodpovídají dotazy žen, které chtějí podstoupit potrat, a vedou semináře o tom, jak podávat mifepriston a misoprostol, kombinaci léků používaných při medikamentózním přerušení těhotenství.

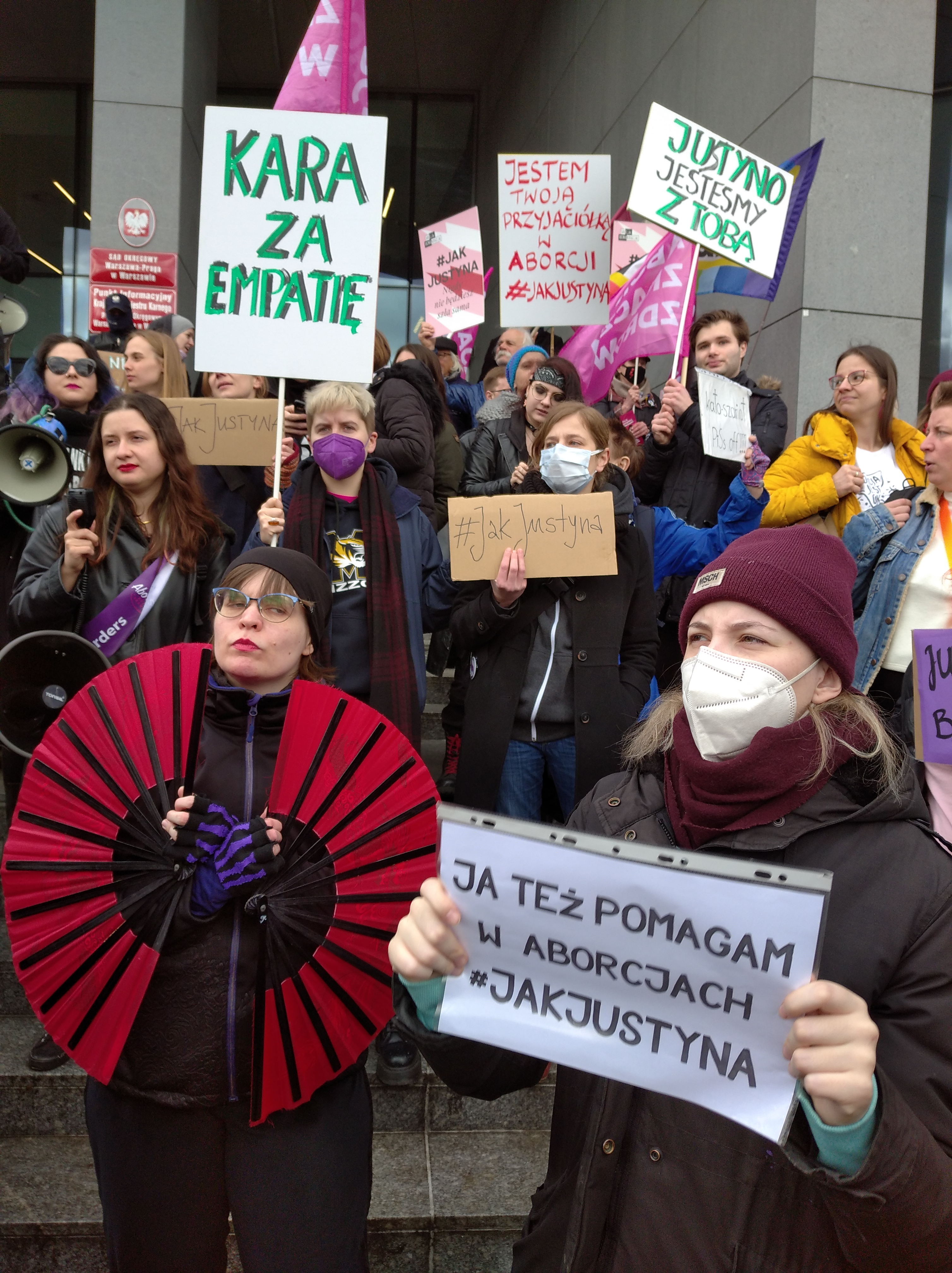
Demonstrace před varšavským soudem na podporu J. Wydrzyńské z ADT.

Aborcyjny Dream Team je součástí „potratového undergroundu“, který v Polsku existuje od roku 1993, kdy tamní parlament na žádost polské katolické církve schválil zákon výrazně omezující potraty. Organizace přijala své pojmenování podle mužského olympijského basketbalového týmu Spojených států amerických z roku 1992, přezdívaného „tým snů“ (Dream Team), protože zakladatelky ADT se považovaly za nejtalentovanější osoby v oblasti reprodukčních práv. Čtyřmi zakladatelkami byly Natalia Broniarczyk, Kinga Jelińska, Karolina Więckiewicz a Justyna Wydrzyńska.
Společně s organizacemi Women in Network, Women Help Women (mezinárodní organizace), Ciocia Basia (Německo), Abortion Network Amsterdam (Nizozemsko) a Abortion Support Network (Velká Británie) tvoří síť Abortion Without Borders („Potraty bez hranic“). Americká organizace Shout Your Abortion považuje ADT za svoji sesterskou organizaci. Poté, co v roce 2022 unikl návrh stanoviska, který by zrušil rozhodnutí amerického soudu v případu Roe vs. Wade, Kinga Jelińska z ADT uvedla, že právní status potratů v USA začíná připomínat Polsko.